# Asphalttanker
Asphalttanker (englisch auch Asphalt Carrier) oder insbesondere im deutschen Sprachraum Bitumentanker genannte See- und Binnenschiffe sind spezialisierte Tanker, die zum Transport von flüssigem Bitumen, Pech und verwandten Ladegütern verwendet werden.

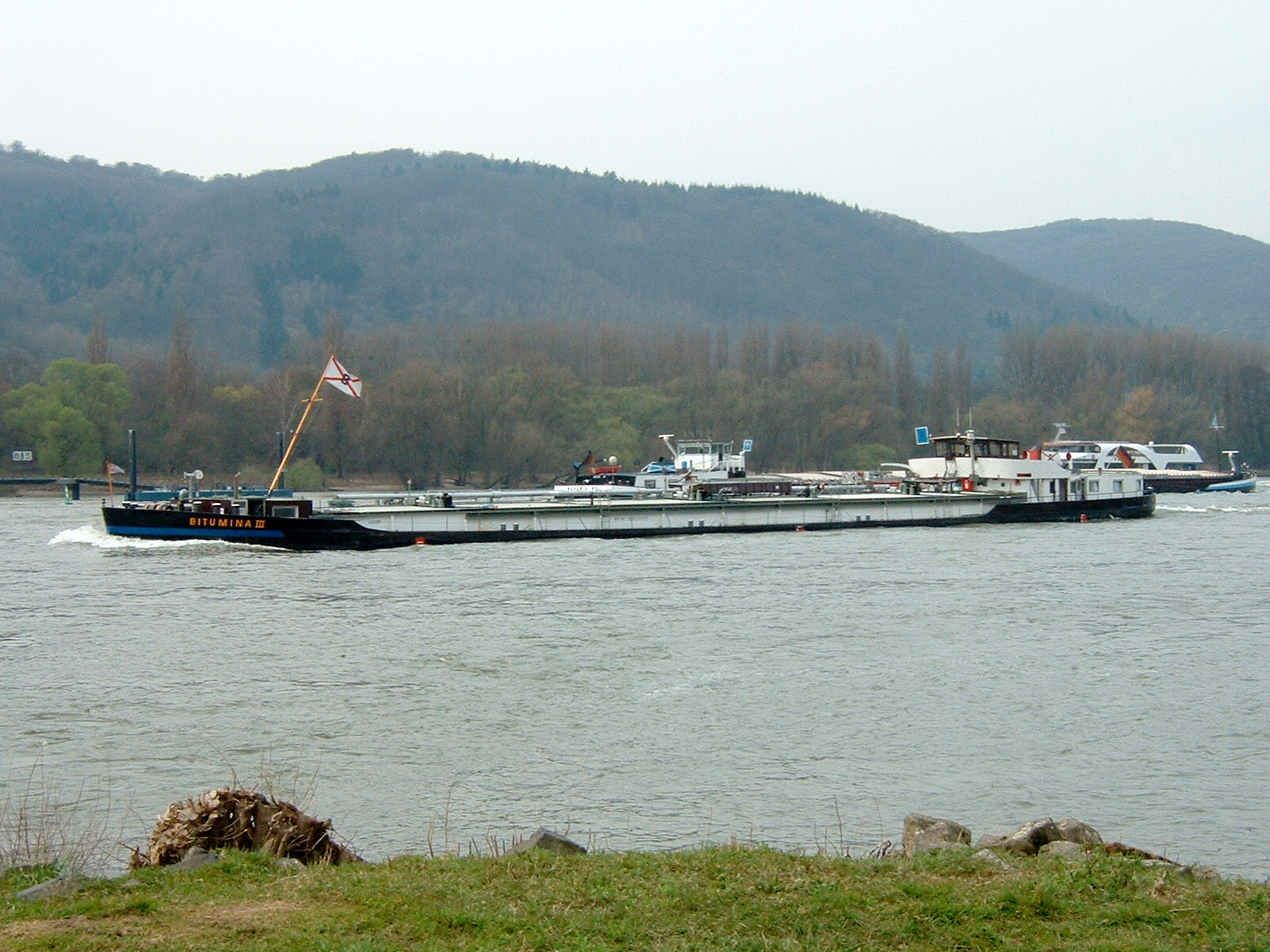
Bitumina III Bitumentankschiff

## Geschichte
Während der Industriellen Revolution wuchsen der Verbrauch und die industrielle Produktion von Asphalt insbesondere durch den steigenden Straßenbau stark, sodass man begann, sich mit dem Transport vom Asphaltbestandteil Bitumen als Massengut zu beschäftigen, wobei zunächst bestehende Schiffe für den Bitumentransport genutzt wurden. Schon früh wurden jedoch Neubauten von Asphalttankern erstellt, die überwiegend aus Herstellerländern wie Großbritannien zum europäischen Kontinent transportieren. Äußerlich erkennbar sind Asphalttanker als solche meist nicht. Durch ihre hohe bauliche Spezialisierung, wie den Heizeinrichtungen für die bei einer Temperatur von 120 bis 150 Grad Celsius zu haltende Ladung und der starken Isolierung der Tanks, ist der Transport anderer Güter mit diesen Spezialschiffen unwirtschaftlich.

## Beispielschiffe

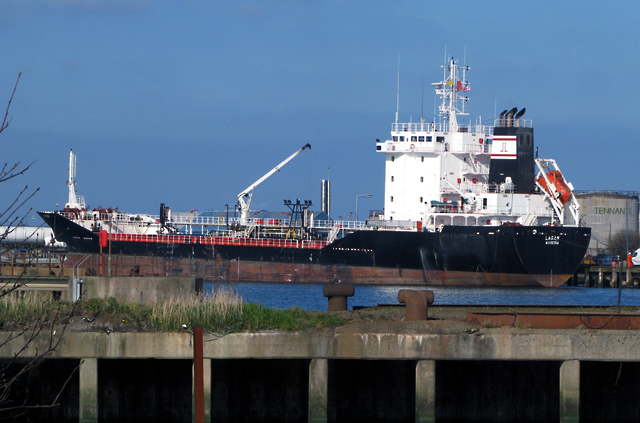
Der Asphalttanker Lagan

Der Asphalttanker Vibit wurde 1963  auf der schwedischen Götaverken Werft in Göteborg gebaut, fuhr ab 1985 als Taibit, ab 1989 als Rio Vista und ab 1992 schließlich als Vista. Er wurde ab dem 5. September 1992 im pakistanischen Gadani abgebrochen.
Das Tankschiff Ursula Valentin der Duisburger Reederei Jaegers wird überwiegend zum Transport von Pech, das bei der Aluminiumherstellung benötigt wird, eingesetzt. Die Ladung wird dabei auf einer Temperatur von 220 °C gehalten. Alle Pump- und Heizeinrichtungen sind doppelt vorhanden.
Der Asphalttanker TMS Eiltank 3 (ex Bitumina 3) ist ein Binnenschiff der Reederei Jaegers. Baujahr 1963 in Erlenbach am Main. Das Produkt (Bitumen) wird während der Fahrt bei einer Temperatur von 170 – 180 °C gehalten.